# Charles Borah
Charles Edward Charley Borah (født 11. november 1906 i Fairfield, Illinois, død 4. november 1980 i Phoenix, Arizona) var en amerikansk atlet, som deltog i OL 1928 i Amsterdam.

## Idrætskarriere
Borah vandt sit første amerikanske mesterskab i 100 yards-løb i 1926, og året efter var han med til at sætte verdensrekord i 4 x 220 yards-løb som en del af et hold fra University of Southern California (USC). Han vandt flere amerikanske mesterskaber samt amerikanske collegiemesterskaber i disse og de følgende år.
Han var med til OL 1928 i Amsterdam, hvor han stillede op i 200 m løb, hvor han noget skuffende blev elimineret i kvartfinalen. Han var desuden med på det amerikanske stafethold i 4 x 100 meterløb. Efter at have vundet deres indledende heat mødte amerikanerne det andet favorithold, Tyskland i finalen, og de to hold lå meget lige, indtil tyskerne ved sidste skift mistede moment, så amerikanerne kunne sikre sig guldet i 41,0 sekunder, hvilket var en tangering af verdensrekorden. De øvrige amerikanske løbere var Frank Wykoff, Jimmy Quinn og Hank Russell. Tyskland fik sølv med 41,2 sekunder og Storbritannien bronze med 41,8 sekunder.

## Videre karriere
Borah blev uddannet tandlæge ved USC og arbejdede senere med dette fag.